# Supercontinente
Um supercontinente é um continente único que reúne todas ou muitas das massas continentais terrestres em um só território, durante um ciclo de concentração cratônica em decorrência da deriva continental. O assunto data do início do século XX, quando o geólogo e meteorologista Alfred Wegener propôs que os continentes conhecidos já haviam sido unidos em um único continente maior, ou seja, um protocontinente, o qual ele nomeou de Pangea. As evidências coletadas por Wegener incluem o encaixe entre as costas da América do Sul e da África, com indícios de estruturas rochosas entre elas, como as cadeias de montanhas. Outras evidências são os fósseis semelhantes presentes nos dois continentes e semelhanças entre espécies vivas de animais, como correlação de fósseis de plantas e de samambaias extintas na África e no Brasil, e também na Austrália, Índia e Antártica, entre outros lugares. Hoje em dia, supõe-se que o planeta já teve vários supercontinentes ao longo de sua história, e o estudo da movimentação das placas tectônicas permite criar modelos para inferir os futuros supercontinentes.

## Ciclo dos supercontinentes
Em 1982, pesquisadores americanos propuseram que, além do Pangea, outros supercontinentes se formaram em diversas fases geológicas da Terra. Com isso, difundiu-se a ideia de ciclo dos supercontinentes, no qual ciclos de aproximação e afastamento de continentes ocorrem desde o arqueano tardio, refletindo diretamente na evolução das camadas da Terra. Cada um desses ciclos é composto de uma sequência de acontecimentos que incluem construção e junção de crostas continentais (montagem do supercontinente) e rifteamento das mesmas (deriva do supercontinente). Isso está relacionado à teoria deriva continental, que fala do movimento das massas continentais ao longo do tempo geológico da Terra, levando em conta as formas dos atuais continentes. Em meados da década de 1950, dados paleomagnéticos indicavam a veracidade da teoria da deriva continental. Antes que fosse aceita, a ideia principal era a teoria do Geossinclinal, que explicava a construção das montanhas, sem influência externa, enquanto a Terra se resfriava e encolhia a partir de um estado originalmente fundido.

### Ciclo de Wilson
A teoria da Tectônica de Placas admite uma abertura inicial e um posterior fechamento de oceanos com rompimentos, separação e justaposição de massas continentais ao longo do tempo geológico. As etapas deste processo constituem o Ciclo de Wilson, composto por seis estágios, dos quais os três primeiros correspondem aos estágios de soerguimentos, rifteamentos e deriva, e os três últimos as etapas de fechamento do oceano e junção de massas continentais. O ciclo de vida de um supercontinente, desde o início de sua formação até sua separação em continentes menores, é concretizado através da abertura e do fechamento de diversas bacias oceânicas, ou seja, através de vários Ciclos de Wilson.

## Os supercontinentes
Os supercontinentes se formam quando os continentes se juntam: um processo que acontece em ciclos que duram várias centenas de milhões de anos. Os atuais continentes do planeta Terra estão em rota de colisão para no futuro distante, cerca de 250 milhões de anos, formarem um novo supercontinente. Geocientistas postularam a existência de supercontinentes no passado e futuro geológico da Terra. Todos estes continentes foram e serão formados em ciclos de aproximadamente 500 milhões de anos.
- Passados - Vaalbara, Kenorland, Columbia, Rodínia, Pannotia, Pangeia, Laurásia e Gondwana.

- Futuros - Amásia, Neopangeia e Pangeia Última..

As reconstituições dos supercontinentes não são consensuais, já que necessitam de dados geológicos, geocronológicos, geofísicos e geoquímicos. Com o desenvolvimento dos estudos relacionados, os modelos de reconstituição foram atualizados e de acordo com eles, supercontinentes mais recentes foram destacados: Kenorland, Columbia, Rodínia, Pannotia, Gondwana e Pangea.

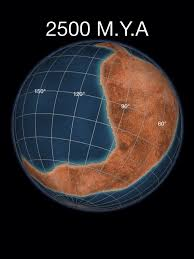
Possível forma do supercontinente Kenorano

#### Kenorland
É considerado um dos supercontinentes mais antigos, existindo entre 2,7 e 2,8 bilhões de anos. Seu rompimento ocorreu no mesmo período que ocorreu a glaciação huroniana, com temperaturas baixíssimas em todo o planeta. Foi associado aos crátons Kola, Karelia e Yilgarn. Não há consenso sobre a existência deste supercontinente, pois, devido à sua idade, as evidências de sua possível existência não foram preservadas. 

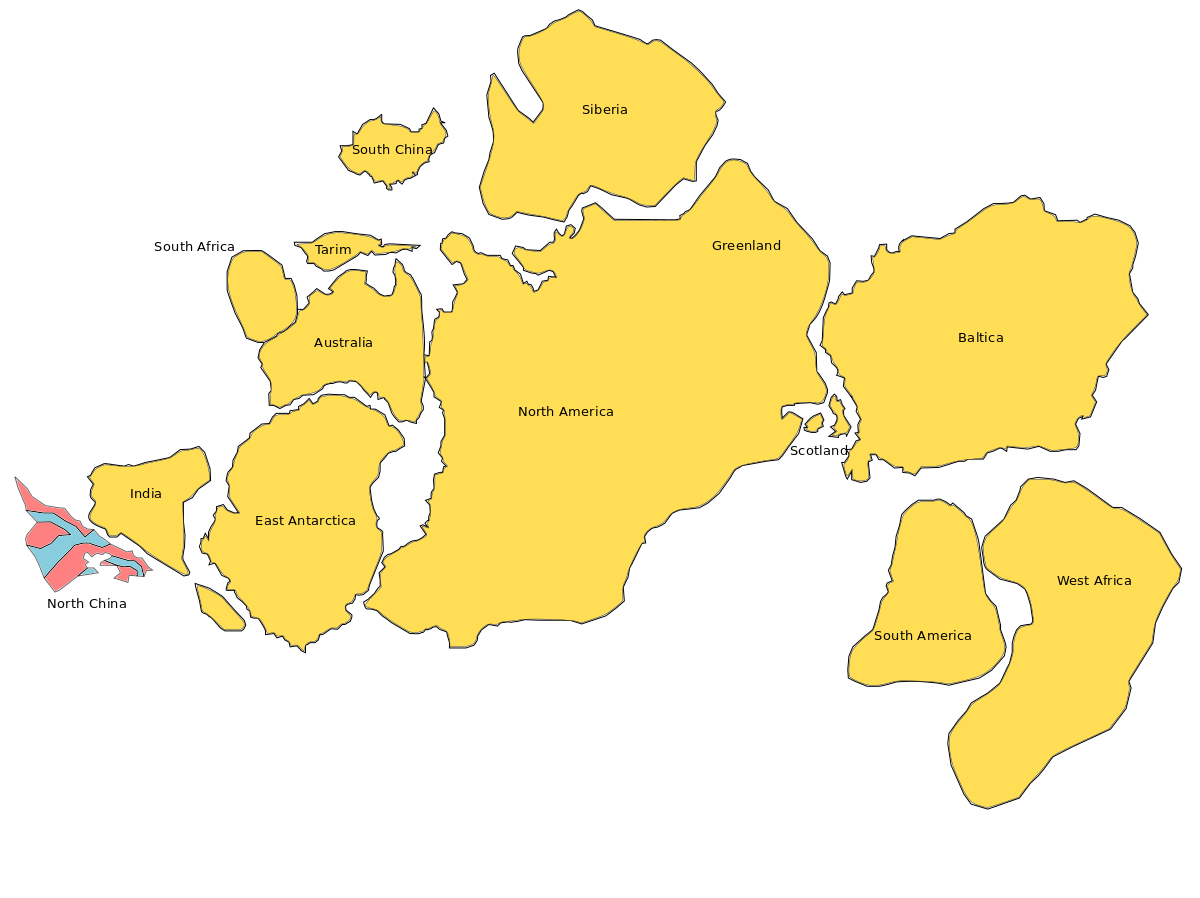
Reconstrução do Colúmbia e posição das localidades atuais.

#### Columbia
O supercontinente Colúmbia formou-se entre 2,3 e 1,8 Ga. As massas continentais existentes na época se juntaram, formando cinturões orogênicos e fechando o ciclo tectônico. A fragmentação do Colúmbia separou os megacontinentes que foram designados por Rogers (1996) como Atlântica (Amazônia, Oeste-Africano, Congo e talvez Rio de La Plata e Norte Africano) e Ártica (Laurência, Sibéria, Báltica, Norte da Austrália e Norte da China), mais outras masas menores, que voltaram a se aglutinar no Rodínia.

#### Rodínia
O supercontinente Rodínia se formou em 1,1-1,0 Ga com a junção dos continentes derivados do Colúmbia. As massas continentais da América do Sul e da África apresentam-se justapostas ao Laurência e Báltica. A fragmentação do Rodínia, com o aumento da atividade vulcânica teria introduzido nutrientes nos oceanos e, posteriormente, auxiliando na evolução da vida primitiva. Logo, é estimado que ele existia antes da vida na Terra.

#### PannotiaeGondwana
Os continentes voltaram a agregar-se por volta de 600 Ma, constituindo o controvertido supercontinente Pannotia. Nele, Báltica e Laurência são adjacentes a vários continentes e microcontinentes da América do Sul. As massas continentais da América do Sul, África, Índia, Austrália e Antártida, que já vinham aglutinando-se desde cerca de 900 Ma, continuaram as convergências até por volta de 500 Ma, agregando-se no megacontinente Gondwana.

Reconstrução do Pangeia

#### Pangea
Enquanto se formava o Gondwana, os outros continentes (Laurência, Báltica, Sibéria, Sudeste Asiático) se espalharam e todos eles voltaram a agregar-se por volta de 230 Ma (Veevers, 1989) para formar o Pangea, o qual, em 200 Ma, começou a fragmentar-se, dividindo-se em Gondwana, onde estava o Brasil, e Laurásia. Gradativamente, os continentes tomaram a forma atual, com América do Sul e África vindo a separar-se a partir do Cretáceo.

## Brasil e os supercontinentes
No Brasil, os eventos de interações e fusões de massas continentais encontram-se bem preservados, e suas evidências mais concretas são encontradas ao longo do Proterozóico e Fanerozóico , a partir do supercontinente Colúmbia.
Kenorland (Arqueano)
O Supercontinete Kenorano é também dividido por alguns estudiosos nos megacontinentes Ur, Ártica e Atlântica, sendo que o último englobava porções do Brasil (Amazônia, São Luís, São Francisco). Através de dados paleomagnéticos, os últimos blocos Arqueanos no mundo têm sido usados para reconstruir o Kenorano na época de sua fragmentação (2,45 Ga), mas ainda faltam dados, principalmente na América do Sul[1].
Columbia (Orosiriano)
Com a fragmentação do Kenorano, vários supercrátons arqueanos se afastaram, indicando um regime distensivo[1]. Entre 1,9 e 1,8 Ga, essas massas voltaram a juntar-se, formando o supercontinente Colúmbia. Na América do Sul, este supercontinente é distinguido pelo fechamento do Ciclo Transamazônico, e, nesse período, diversos cinturões orogênicos na região amazônica foram formados, como os Rio Negro-Juruena, Rondoniano-San Ignácio e o Sunsas .
Rodínia (Statheriano)               
Columbia se fragmentou entre 1,9 Ga e 1,2 Ga, separando os megacontinentes Atlântica e Ártica, e, no Brasil. Essa fase resultou na Tafrogênese Statheriana . A América do Sul e a África Ocidental formaram um continente e se juntaram ao continente Báltica. Posteriormente, a Amazônia colidiu com Laurência. Este período é marcado pela formação de cinturões orogênicos, rifteamentos que geraram bacias e intensa atividade magmática, como a formação da LIP (large igneous province) Uatumã na Amazônia. Os diversos continentes fragmentados se reuniram em torno de Laurência (1,1-1,0 Ga), formando o supercontinente Rodínia; porém, supõe-se que o continente São Francisco-Congo estava separado de Laurência por um oceano.
Pannotia e Gondwana (Neoproterozoico)
Rodínia começou a fragmentar-se há, aproximadamente, 850 Ma. Entretanto, no Brasil, ocorreu no início do Neoproterozoico (cerca de 1 Ga), e foi marcada pelo rifteamento e abertura de pequenos oceanos, chamados de Adamastor, Goiás, Climene e Borborema, além da Tafrogênese Toniana (Hasui, 2010). Entre os crátons provindos de Rodínia estão o Amazônico, São Luís, São Francisco e Paraná-Rio de La Plata-Paranapanema, o qual, atualmente, está sob a Bacia do Paraná.
A América do Sul, África, Índia, Austrália e Antártida já vinham juntando-se desde cerca de 900 Ma e continuaram até por volta de 500 Ma, agregando-se no Gondwana (Hasui, 2010). Nessa época, ocorreram diversas orogenias e os crátons foram unidos novamente, fechando estes oceanos. Estes processos constituem o Ciclo Brasiliano, que teve a maioria de seus sistemas orogênicos formados de 650 a 600 Ma, quando Pannotia se formou. Em 540 Ma, o supercontinente se fragmentou em Laurência, Sibéria, Báltica, Sudeste Asiático e Gondwana, no qual o Brasil se situava na parte Ocidental.[1]
Pangeia (Siluriano-Triássico)
Em torno de 250-230 Ma, o megacontinente Gondwana se aglutinou aos continentes menores, formando o supercontinente Pangea , o qual, em 200 Ma começou a fragmentar-se, dividindo-se em Gondwana, onde estava o Brasil, e Laurásia. Gradativamente, os continentes tomaram a forma atual, com América do Sul e África vindo a separar-se a partir do Cretáceo . Destaca-se, também, a formação da Plataforma Sul-Americana, cuja individualização se deu com a abertura do oceano Atlântico. 